# Eutelsat 7 West A
O Eutelsat 7 West A (também conhecido por Nilesat 104 e anteriormente chamado de Atlantic Bird 7) é um satélite de comunicação geoestacionário europeu que foi construído pela EADS Astrium. Ele está localizado na posição orbital de 7 graus de longitude oeste e é  de propriedade da Eutelsat, com sede em Paris. O satélite foi baseado na plataforma Eurostar-3000 e sua vida útil estimada é de 15 anos.

## História
O nome original do satélite era Atlantic Bird 7, mas em 1 de março de 2012 a Eutelsat adotou uma nova designação para sua frota de satélites, todos os satélites do grupo assumiram o nome Eutelsat associada à sua posição orbital e uma letra que indica a ordem de chegada nessa posição, então o satélite Atlantic Bird 7 foi renomeado para Eutelsat 7 West A. Ele substituiu o Atlantic Bird 4A que estava localizado na posição orbital de 7 graus de longitude oeste. Também estão localizados nesta posição os satélites egípcios Nilesat 101, Nilesat 102 e o Nilesat 201.
A capacidade do satélite alugado pela Nilesat é comercializada como Nilesat 104.

## Lançamento
O satélite foi lançado com sucesso ao espaço no dia 24 de setembro de 2011 às 20:18 UTC, por meio de um veiculo Zenit-3SL/Blok DM-SL a partir da Base de lançamento espacial da Sea Launch, a Odyssey. Ele tinha uma massa de lançamento de 4.600 kg.

## Capacidade e cobertura
O Eutelsat 7 West A é equipado com 56 transponders em banda Ku ativos para prestação de serviços de multimídia para o Oriente Médio, os países do Golfo da Guiné e países das regiões Norte da África.